# Comandancia general de Maynas
La comandancia general de Maynas, o el gobierno y comandancia general de Maynas, fue una división territorial del virreinato del Perú durante el Imperio español. Creada mediante una real cédula del 15 de julio de 1802.
Por medio de esa real cédula, el gobierno de Maynas y el gobierno de Quijos (excepto el pueblo de Papallacta), que pertenecían al territorio de la presidencia de Quito en el virreinato de Nueva Granada hasta la divisoria de aguas de la cordillera Oriental de los Andes, fueron transferidos al virreinato del Perú. A estos gobiernos se le agregaron los pueblos de Lamas y de Moyobamba ya pertenecientes al virreinato del Perú, segregándolos del partido de Chachapoyas en la intendencia de Trujillo y del Obispado de Trujillo, junto con la ciudad de Santiago de las Montañas segregada del gobierno de Jaén de Bracamoros y del Obispado de Trujillo. Al mismo tiempo se creó el Obispado de Maynas con igual extensión que la comandancia general, solicitando luego el rey al papa su erección y nombramiento de fray Hipólito Sánchez Rangel como obispo. El obispado fue creado sobre la base de territorios de los obispados de Quito y Trujillo y del Arzobispado de Lima.
Abarcaba aproximadamente el área de los actuales departamentos de San Martín, Loreto y Ucayali.
Esta región, cuyo gobernador dependía directamente del virrey del Perú, recibió un trato especial por razones geopolíticas y militares, tanto fue así que el virrey Gabriel de Avilés y del Fierro, Marqués de Avilés (1801-1806), mandó establecer guarniciones en diferentes puntos de su inmenso territorio y sobre todo en los límites con el Brasil, dado que la tendencia de la entonces enorme colonia portuguesa había sido la de aumentar su extensión, por lo que se hizo indispensable que esas guarniciones estuvieran conformadas por tropas veteranas.

## Antecedentes
El área formó parte del Virreinato del Perú desde su creación hasta la primera erección del Virreinato de Nueva Granada en 1717, retornando al Perú al suprimirse este en 1723. A partir de la segunda erección del Virreinato de Nueva Granada en 1739 el territorio integró ese virreinato. Fue evangelizado por los jesuitas, quienes crearon allí reducciones, hasta su expulsión en 1768 a causa de la Pragmática Sanción de 1767. El territorio cayó en un casi total abandono, dadas las dificultades de acceso, lo cual hizo temer a la Corona su pérdida. El rey encargó al antiguo gobernador de Maynas, Francisco Requena, que realizara un informe sobre la situación de Maynas. Requena informó que los funcionarios civiles y eclesiásticos de Quito y Bogotá estaban en situación de no poder ocuparse de la región, por lo que sugirió que ésta fuera reincorporada al Virreinato del Perú junto con el Gobierno de Quijos y otras áreas, y que se estableciera un obispado de misiones allí.

Para observar algún método, dividiré lo que voy á decir en tres partes: Primera, lo que se debe hacer en el Gobierno de Maynas desde donde ha de principiar la conquista espiritual. Segunda, sobre los religiosos que la han de executar. Y tercera, sobre la creación de un Prelado para el mejor gobierno, conservación y adelantamiento de las misiones por aquellos países.

El Gobierno de Maynas, por todas partes separado de las provincias cultas de la América que la rodean con largos desiertos, compónese sólo de pueblos de misiones muy distantes unos de otros, nada rinde al Estado y éste sufre el gasto de diez á doce mil pesos anuales en sueldo del Gobernador, tropa de escolta y misioneros, no habiendo expedición, porque entonces asciende á grandes sumas. Establecióse su conquista por capitulación y continuaron algunos años después los adelantamientos por el interés de las encomiendas; pero estos progresos se debieron á las providencias y auxilios que se suministraron por los Virreyes del Perú, de cuya jurisdicción se segregó aquel Gobierno quando se estableció el Virreinato de Santa Fe, época en que empezaron á decaer aquellas misiones por haber fijado entre los dos virreinatos unos limites con poca reflexión ó tal vez con pocos conocimientos.
Parte del Informe de Requena al rey

## Zonas que pertenecían a Maynas

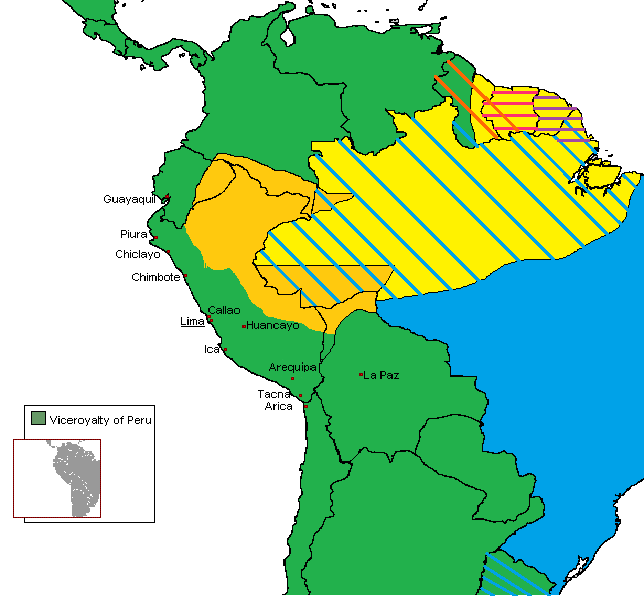
Gobierno y Comandancia General de Maynas, (en mostaza), las zonas en litigio españolas sobre la amazonia y que España consideraba dentro de la Comandancia de Maynas, mientras que el Imperio Portugués lo reclamaba como suyo (en amarillo) Dominios de Portugal (en azul claro) el resto del territorio español (en verde), las líneas son las zonas reclamadas por otros imperios, las líneas azules, (reclamaciones portuguesas), las líneas naranjas (reclamaciones británicas), las líneas rojas (reclamaciones neerlandesas) y las líneas moradas (reclamaciones francesas).

### Perú
- Loreto, Perú
- Ucayali, Perú
- San Martín, Perú
- Cajamarca, Perú
- Amazonas, Perú
- Madre de Dios, Perú

### Ecuador
- Pastaza, Ecuador
- Morona Santiago, Ecuador
- Orellana, Ecuador
- Sucumbíos, Ecuador
- Napo, Ecuador

### Colombia
- Amazonas, Colombia
- Putumayo, Colombia
- Caquetá, Colombia

### Brasil
- Amazonas, Brasil
- Acre, Brasil

### Bolivia
- Pando, Bolivia

## Real Cédula de 1802
- Wikisource contiene obras originales de o sobre Comandancia general de Maynas.

Teniendo en cuenta el informe de Requena, el rey dispuso el 15 de julio de 1802 crear el Obispado y la Comandancia General de Maynas. Del contenido de la cédula de 1802 se deduce claramente que su objetivo principal era detener los avances portugueses en los territorios de la Corona española.
Las principales razones y circunstancias que obligaron a la Corona española a dictarla fueron las siguientes:
- La política expansionista de los portugueses en la cuenca amazónica, que avanzó sobre los territorios de la Corona española, lo que trajo como consecuencia la disputa con los misioneros jesuitas de Quito. Debido a los avances de los bandeirantes paulistas, España se preocupó en delimitar sus fronteras con Portugal. En octubre de 1777 se firmó el tratado de San Ildefonso reconociendo a los ríos Marañón, Yapurá y Yavari como portadores del límite con Portugal, quedando algunos sectores sin la delimitación exacta, se enviaron sendas expediciones a la selva amazónica para que la delimitación se hiciera con base en el conocimiento de la realidad geográfica. Por España se envió a Francisco Requena, quien por no entenderse con la comisión de Portugal, después de permanecer nueve años, dejó sin solución los puntos a demarcarse.
- El abandono de las misiones sostenidas por los jesuitas, debido a su expulsión en 1767 de la colonias de España en América.
- Permanencia de Requena en Lima con aspiraciones a ser nombrado virrey del Perú y su deseo de que Maynas sea parte del Virreinato del Perú según su informe al rey de España, beneficiando a las congregaciones religiosas del Colegio de Ocopa, que estaban colonizando la Región Oriental del Alto Ucayali, precisamente en aquella región donde estaban antes las misiones jesuitas de Quito que expulsó España.

La Real Cédula de 1802 dice:

He resuelto que tenga por segregado del Virreynato de Santa Fe y de la provincia de Quito y agregado a ese Virreynato el Gobierno y Comandancia General de Mainas con los pueblos del Gobierno de Quijos, excepto el de Papallacta por estar todos ellos a las orillas del rio Napo o en sus inmediaciones, extendiéndose aquella Comandancia General no sólo por el rio Marañon abajo, hasta las fronteras de las colonias portugueses, sino también por todos los demás rios que entran al Marañon por sus margines septentrional y meridional como son Morona, Huallaga, Paztaza, Ucayali, Napo, Yavari, Putumayo, Yapurá y otros menos considerables, hasta el paraje en que estos mismos por sus altos y raudales dejan de ser navegables: debiendo quedar también a la misma Comandancia General los pueblos de Lamas y Moyobamba... A cuyo fin os mando que quedando como quedan agregados los gobiernos de Mainas y Quijos a es Virreynato auxiliés con cuantas providencias juzguéis necesarias y os pidiere el Comandante General y que sirvan en ellos no sólo para el adelantamiento y conservación de los pueblos, custodia de los misioneros sino también para la seguridad de mis dominios impidiendo se adelanten por ellos los vasallos de Corona de Portugal nombrando los cabos subalternos o Teniente de Gobernador que os pareciere necesarios, para la defensa de esas fronteras y administración de justicia...Asi mismo he resuelto poner todos esos pueblos y misiones reunidos a cargo del Colegio Apostolico de Santa Rosa de Ocopa de ese Arzobispado...Igualmente he resuelto erigir un Obispado en dichas misiones...YO EL REY

El cumplimiento efectivo de la Real Cédula de 1802 ha sido motivo de disputas posteriores entre los gobiernos del Perú y del Ecuador. Perú ha alegado que la orden fue recibida por el presidente de la Real Audiencia de Quito, Barón de Carondelet, quien mandó cumplirla a los gobernadores de Maynas y Quijos el 20 de febrero de 1803. 

Por la adjunta Real Cédula que en testimonio acompaño, se impondrá V. de haberse servido Su Majestad incorporar ese Gobierno y Misiones al Virreinato del Perú, separándolo del de Santa Fe, en los términos que en ella se expresa. Y lo comunico á V. para su inteligencia y cumplimiento. Dios guarde á V. muchos años. — El Barón de Carondelet. — Señor Gobernador de Maynas.

Constando también que en diciembre de 1803 el virrey de Nueva Granada, Pedro Mendinueta, en la Memoria a su sucesor, Antonio Amar y Borbón, afirma haberla obedecido.

Otra novedad en punto á gobierno acaba de hacerse, segregando de la jurisdicción de este Virreinato el Gobierno de Maynas y agregándolo al del Perú; determinación que por mi parte he cumplido puntualmente, sin que me haya ocurrido cosa alguna que representar acerca de ella; porque, con efecto, la distancia de Maynas, no sólo con respecto á esta capital, residencia del Virrey, sino de la Presidencia de Quito, á cuya Comandancia general estaba subordinado aquel Gobierno, lo hacía poco accesible á las providencias, y su dependencia era un verdadero gravamen para este erario, por la comisión que tiene anexa de la división de límites con Portugal hacia el Marañón.

Mendinueta se dirigió al virrey del Perú en 1803:

Excmo. Señor.— Habiendo resuelto S. M. la segregación de la provincia de Maynas de la jurisdicción de este Virreinato, y su agregación á ese del Perú del cargo de V. E.; hallándose obedecida por mí la Real Cédula que lo previene y comunicada al Gobernador de dicha provincia, para su inteligencia y que esté á las órdenes de V. E. en lo sucesivo; lo aviso también á V. E. para que, en el concepto de estar ya expeditas sus facultades sobre aquel territorio, disponga V. E. sobre él lo que más crea conveniente al mejor servicio del Rey que lo ha puesto á su cuidado.

Ecuador ha alegado que la orden nunca tuvo cumplimiento efectivo, a pesar de que fuera obedecida. El 7 de febrero de 1804 el presidente de Quito escribió al virrey del Perú:

Excmo. Señor —En el presente correo se han recibido en esta administración algunos pliegos para los Gobernadores de Quixos y Maynas, sin duda remitidos por V. E.; y con este motivo me ha parecido hacerle presente que por aquí no hay conducto por donde encaminarlos, pues desde que aquellas provincias se agregaron á ese Virreinato y no se envían partidas de caudales de estas cajas (...)

Perú ha alegado que los límites territoriales de las nuevas repúblicas americanas debían establecerse en base al uti possidetis de 1810.
El 13 de mayo de 1813 fue expedida una Real Orden mandando establecer una distribución de partidos judiciales en las diputaciones provinciales de América, estando Maynas comprendida en la lista de partidos y jueces del Virreinato del Perú presentada el 31 de julio de 1814.

## Erección del obispado
Una vez obtenida la aprobación papal el 28 de mayo de 1803, el rey dictó otra Real Cédula para efectivizar la erección del Obispado de Maynas y la toma de posesión por parte del obispo Sánchez Rangel, mencionando detalladamente la comprensión del obispado:

El Rey.—Reverendo en Christo, Padre Obispo de las Misiones de Maynas, de mi Consejo.

Habiendo tenido á bien presentaros á Su Santidad para ese nuevo Obispado, se ha dignado expediros las correspondientes bulas, y reconocidas en mi Consejo de Cámara de Indias, se ha dado el pase á ellas, expidiéndoos con esta fecha los ejecutoriales para que os posesionéis de dicha Mitra, cuyo territorio debe componerse, según la erección aprobada por Su Santidad en decreto de 28 de Mayo de 1803, del que ocupan las Misiones de Maynas, que se componen de todas las conversiones que actualmente sirven los Misioneros de Ocopa por los ríos Huallaga y Ucayali y por los caminos de montañas que sirven de entradas á ellos y están en la jurisdicción del Arzobispado de Lima; de los curatos de Lamas y Moyobamba y Santiago de las Montañas, pertenecientes al Obispado de Trujillo; de todas las Misiones de Maynas; de Curatos de la provincia de Quijos, excepto el de Papallacta; de la doctrina de Canelos, en el rio Bobonaza, servida por Padres Dominicos; de las Misiones de Religiosos Mercedarios en la parte inferior del rio Putumayo y en el Yapará, llamadas de Sucumbías, que estaban á cargo de los Padres Franciscanos de Popayán (...)

El 28 de mayo de 1809 el obispo inauguró su obispado.
En una carta al intendente de Trujillo en 1814, Sánchez Rangel describió la comprensión del obispado y comandancia:

Comprende este Gobierno y esta Diócesis: Primero, la provincia de Quijos, por la parte de Quito; el Putumayo, Yapurá y Sucumbios, por la parte de Popayán y aun del mismo Quito; y Canelos, por la parte de Cuenca. Por la de Trujillo, esta provincia de Moyobamba y bastante de las corrientes del Guallaga y Marañón. Por la de Lima, el mismo Guallaga y Panataguas. Por Tarma, hay entradas al Ucayali, y por Huamanga están las Misiones de Huantor. Ésta es la circunferencia ó sean los puntos limítrofes del Gobierno de Maynas y su Obispado, en lo descubierto ó conquistado; y en lo que no lo está, siguen las aguas del Marañón hacia Portugal.

## Pedido de supresión del obispado
El 21 de septiembre de 1811, Sánchez Rangel pidió por carta al rey la supresión del obispado. El obispo no estaba conforme con la extensión del obispado y se hallaba enemistado con el gobernador y con los franciscanos de Ocopa. El Consejo de Indias abrió un expediente y realizó consultas. El 28 de septiembre de 1812, el Consejo de Regencia de España e Indias pidió el "Expediente sobre la erección del Obispado de Maynas y las Cédulas que se expedieron en 1805 acerca de los límites". 
El 13 de septiembre de 1813 se dictó una Real Cédula, que dice en su primer artículo que manda a entregar al Ordinario las nuevas Reducciones y Doctrinas que tuviesen más de 10 años de antigüedad, proveyéndose en eclesiásticos seculares, conforme a las Leyes del Patronato. El 26 de septiembre de 1813, el obispo Sánchez Rangel comunicó al Ministro de Ultramar que solo asistían los religiosos de Quito en Maynas y dijo: es fuerza, pues, si se tratan de hacer justicia que se me ponga en otro Obispado que sea menos penoso.
El 1 de mayo de 1814 el censo ejecutado por Sánchez Rangel dice: en 58 Pueblos de los 90 de que se componía aquella Diócesis no habrá más que 8 sacerdotes asistentes, que 3 existían en los extremos del Obispado: 3 en pequeños ríos: 1 en el dilatado curso de los grandes ríos Guallaga y Marañon; y ninguno en el Napo, Putumayo, Ucayale y Pastaza: esto es 60 Pueblos sin Párroco y abandonadas casi todas las Misiones. El mismo obispo exclamaba en 1813: Desde que salieron los jesuitas de estas tierras no ha habido quien se contraiga a su fomento espiritual ni temporal; todos se han buscado a sí mismos. De esta proposición que es absoluta y de una eterna verdad se ha seguido naturalmente lo que estamos viendo y tocando con dolor, que ya no ha quedado cosa alguna de lo que aquellos padres establecieron y solo hay lo que produce la madre naturaleza.
El Consejo de Indias elevó un informe al rey el 19 de junio de 1818, proponiendo la conservación del obispado y de la comandancia general.

## Pedido del presidente de Quito
El 22 de diciembre de 1814 el presidente de Quito, Toribio Montes, solicitó la creación de una capitanía general en Quito, pidiendo que se incluyera en ella a Maynas, creándose otro expediente en el Consejo de Indias para resolver sobre el pedido.
El 7 de febrero de 1816, Montes informó acerca de las Misiones de Maynas diciendo: "He manifesto a V.E. en informes anteriores, que las Misiones del Marañon se hallan en un sensible atraso, faltándoles el número completamente Ministros evangélicos (...)
En vista del pedido, la Contaduría General de España elevó un informe el 23 de diciembre de 1816:

La Contaduría ha reconocido atentamente todos estos antecedentes, y halla que el primer punto de que trata el Presidente de Quito relativo al Gobierno político y militar y espiritual de las Provincias de Mainas está decidido por las Reales Cédulas de 15 de Julio de 1802, en que se segregó del Virreynato de Santa Fe el Gobierno y Comandancia General de ellas, agregándolo al del Perú y sus Misiones al colegio de Santa Rosa de Ocopa, erigiendo en ellas un nuevo Obispado. Esta Real resolución fue dictada en consequencia de un maduro y detenido examen, previo informe del Señor Requena, con audiencia de los dos Señores Fiscales y á consulta del Consejo, el Presidente de Quito representa que no ha correspondido á las justas intenciones de Su Majestad y deseos de este Supremo Tribunal, antes, por el contrario, es gravosa á la Real Hacienda y perjudicial á los naturales de Mainas, que carecen absolutamente del pasto espiritual; mas esta exposición no está comprovada qual correspondía y no presta mérito para que por ella sola se proceda á alterar lo que se determinó con tanta reflección.

Con los informes de la Contaduría General y del Fiscal, el Consejo de Indias acordó el 29 de abril de 1819 consultar al rey, proponiendo no aceptar el pedido de Montes.

## Misiones
El obispo Sánchez Rangel señaló en un informe al nuncio papal en Madrid, de fecha 17 de octubre de 1822, las misiones y parroquias del obispado:

Las iglesias de la Misión alta de Maynas son doce: Laguna - Santa Cruz, con anejo; Chamicuros, Yurimaguas, Muniches, Balsa Puerto, Barranca, Borja, Santiago de las Montañas, Andoas, Pinches, con anejo; Xeveros, Challavitas, Cahuapanas. Las de la Misión baja son nueve: Urarinas, San Regís, Omaguas, Iquitos, Nanay, Orán, Pebas, Cochiquinas, Loreto (frontera), con dos capillas y dos iglesias perdidas en la boca del Napo (río) y otra en Camucheros. Cabecera de Putumayo (río), La Concepción, San Diego, y abajo hacia las Yaguas la Asunción y San Ramón. Canelos no es más que una iglesia; debe haber otra en los restos de la Palma. Las del río Guallaga hasta Huánuco son diez: Pachiza, El Valle, Sion, Tocachi, Balsayacú, Uchiza, Playagrande, Chicoplaya, Chagua y Muña. Todas estas iglesias pudieran ser Parroquias como las anteriores, con algunos anejos que dependen de ellas. De forma que las Parroquias todas de Maynas pueden llegar á treinta y dos nada más: y en un siglo no pueden ni deben ascender á mayor número como no se les agregue territorio que lo tengo pedido. Pero éstas que pudieran ser Parroquias y ahora son Doctrinas, siempre era necesarios que la dotaran de las reales Cajas, porque todas son de indios pobres.

## Los gobernadores generales
El gobernador y comandante general era nombrado por el rey, pudiendo nombrarlo interinamente el virrey. Tenía competencia sobre las causas de justicia, policía, hacienda y guerra.
El virrey del Perú nombró interinamente en sustitución del gobernador Diego Calvo, a Tomás Costa el 7 de junio de 1809. El 11 de octubre de 1809 el rey nombró como gobernador a Antonio Rafael Álvarez, efectivizándose el 21 de marzo de 1810. El 18 de julio de 1813 tomó posesión del cargo José Noriega, quedando interinamente Antonio Simón desde el 21 de octubre de 1818. El virrey lo reemplazó por Carlos Herdoyza el 29 de mayo de 1819. Para 1820 era gobernador Manuel Fernández Álvarez.
El Gobierno de Quijos continuó teniendo un gobernador bajo la autoridad del comandante general y gobernador de Maynas.

## La independencia en Maynas
Luego de la llegada al Perú del general José de San Martín, el gobernador revolucionario de Trujillo, Marqués de Torre Tagle, ofició el gobernador de Maynas, Manuel Fernández Álvarez, para que jurara la independencia, amenazándolo con la suspensión del situado (subvención económica). En diciembre de 1820 el gobernador se retiró con sus tropas de Moyobamba hacia el centro de la gobernación, seguido por el obispo en enero de 1821, debido a la cercanía de las fuerzas patriotas en Chachapoyas. A fines de febrero de 1821 se internaron en territorio portugués, situándose en Tabatinga. El 10 y 11 de abril de 1821 se produjo la invasión patriota a Moyobamba, desde Chachapoyas, pero uno de los invasores, el teniente José Matos, se pasó a los realistas y consiguió el triunfo apoderándose de armas y municiones. El gobernador retornó a Moyobamba y luego emprendió una expedición contra Chachapoyas, siendo derrotado el 6 de junio en la Batalla de Higos Urco por Matea Rimachi, concertándose un armisticio el 20 de julio. El 17 de agosto el gobernador pidió el parecer a una junta de guerra, que decidió que las fuerzas se refugiaran en Tabatinga, entregando la artillería y municiones al comandante portugués. Luego los patriotas juraron el 19 de agosto la independencia en Moyobamba y otros puntos de Maynas.
El Decreto Supremo del 26 de abril de 1822, firmado por el Marqués de Torre Tagle, transformó la Comandancia General de Maynas en el Departamento de Quijos con derecho a elegir diputados. En 1825 Maynas pasó a integrar parte del Departamento de La Libertad. 
En 1822 el Gobierno de Colombia envió al Perú a Joaquín Mosquera a solicitar la restitución de Maynas. El 25 de julio de 1824 el Congreso de la Gran Colombia dictó una ley de división territorial pretendiendo incluir en la Provincia de Pichincha del Departamento de Quito al Cantón de Quijos, según los límites que tenía al tiempo de creación del Virreinato de Nueva Granada. Pretendía incorporar también al Departamento del Azuay la Provincia de Jaén de Bracamoros y Maynas. La negativa peruana a ceder los territorios desencadenó una guerra entre ambos países: La Guerra grancolombo-peruana.
A partir de la ley del 21 de noviembre de 1832 Maynas fue integrada al territorio del nuevo departamento peruano de Amazonas, del cual se separó en 1853, cuando se crea un gobierno político en Loreto.